# آلن کاردک
آلن کاردک (به فرانسوی: Allan Kardec) نام مستعار آموزگار فرانسوی ایپولیت لئون دنیزارد ریویل (به فرانسوی: Hippolyte Léon Denizard Rivail) می‌باشد(۱۸۰۴–۱۸۶۹) که با تألیف پنج کتاب در حوزه اسپریتیسم (علوم مربوط به ارواح) و تلاش برای قاعده‌مند کردن آن، به عنوان پدر علوم روحی جدید شناخته می‌شود.

## زندگی
آلن کاردک در ۳ اکتبر ۱۸۰۴ در شهر لیون کشور فرانسه به دنیا آمد. وی در پاریس ریاضیات، فیزیک، شیمی، نجوم، فیزیولوژی، کالبدشناسی تطبیقی و ادبیات فرانسه تدریس می‌کرد. وی از پیروان و همکاران یوهان هانریش پستالزی بود. او در سال ۱۸۳۲ با املی گابریل بودت ازدواج کرد.

## ورود به حوزه اسپریتیسم
آلن کاردک پنجاه ساله بود که به پدیده‌های روحی و مراسم پر طرفدار ارتباط با ارواح علاقه‌مند شد. در زمانی که گزارش‌های مختلف از پدیده‌های عجیب و غریب منتسب به ارواح از نقاط مختلف دنیا و مخصوصاً آمریکا و فرانسه منتشر می‌شد و توجه طبقه بالای جامعه را به خود جلب می‌کرد. این پدیده‌ها ابتدا حالت غیر جدی و سرگرم‌کننده داشتند. اشیاء متحرکی که لغزش آنها روی سطوح یا ایجاد صدای ضربه توسط آنها به کنترل توسط ارواح نسبت داده می‌شد. گاهی این نوع پدیده‌ها به نوعی مکاتبه تعبیر می‌گشت. ارواح مورد بحث با حرکت دادن اشیاء و انتخاب حروف و ایجاد کلمات یا صرفاً انتخاب «آری» یا «خیر» به سوالات پاسخ می‌دادند.

در آن زمان که نظریه مغناطیس حیوانی فرانتس مسمر در میان طبقات بالاتر جامعه عمومیت یافته بود، بعضی محققین از جمله خود آلن کاردک احتمال می‌دادند که این نظریه ممکن است بتواند علت بروز این نوع پدیده‌ها را توضیح دهد. البته وی بعد از این که شخصاً بروز این پدیده‌ها را مشاهده کرد احتمال وقوع آنها در اثر تأثیر مغناطیس حیوانی را با توجه به اینکه نظریهٔ مذکور قادر به توضیح تمام آنچه را که مشاهده می‌شد نبود رد نمود. در این زمان بود که آلن کاردک مصمم شد که علت اصلی بروز پدیده‌های فیزیکی منتسب به ارواح را شخصاً کشف کند.

## پژوهش‌ها
لئون ریویل (آلن کاردک) به عنوان یک معلم با پس‌زمینه علمی ناچیز (او هرگز وارد دانشگاه نشد) تصمیم گرفت که شخصاً به تحقیق بپردازد. او که خود مدیوم نبود شروع به همکاری با تعدادی مدیوم نمود و لیستی از سوالات گوناگون تنظیم نمود تا در حضور ارواح مطرح کند. به زودی کیفیت ارتباطات به نظر رسید که ارتقاء یافته‌است. در جریان این ارتباطات، روحی که خود را زفیرو معرفی می‌کرد به او گفت که وی در زندگی قبلیش کشیشی به نام «آلن کاردک» بوده‌است.

او به این نام علاقه پیدا کرد و تصمیم گرفت که برای تفکیک زندگی کاریش به عنوان یک آموزگار و فعالیت‌هایش به عنوان یک محقق در حوزهٔ پدیده‌های روحی از این نام به عنوان نام مستعار خود استفاده نماید. در ۱۸ آوریل ۱۸۵۷ کاردک اولین کتاب خود را با عنوان «کتاب ارواح» منتشر نمود که مجموعه‌ای بود از ۱۰۱۸ سؤال که توسط ارواح پاسخ داده شده بود. این کتاب شامل موضوعاتی بود در باب طبیعت ارواح، جهان ارواح و روابط بین جهان ارواح و جهان مادی. به دنبال این کتاب مجموعه‌ای از کتاب‌های مربوط به علوم ارواح توسط وی به رشتهٔ تحریر درآمد. کتاب‌هایی مانند «کتاب مدیوم‌ها» و «انجیل بنابر اسپریتیسم» که اسپریتیسم را شکل داده و قاعده‌مند نمودند. واژهٔ اسپریتیسم را هم خود وی ابداع نمود. کامیل فلاماریون، منجم و نویسندهٔ فرانسوی در بارهٔ اسپریتیسم می‌گوید: «اسپریتیسم یک مذهب نیست، بلکه یک علم است.»

## درگذشت

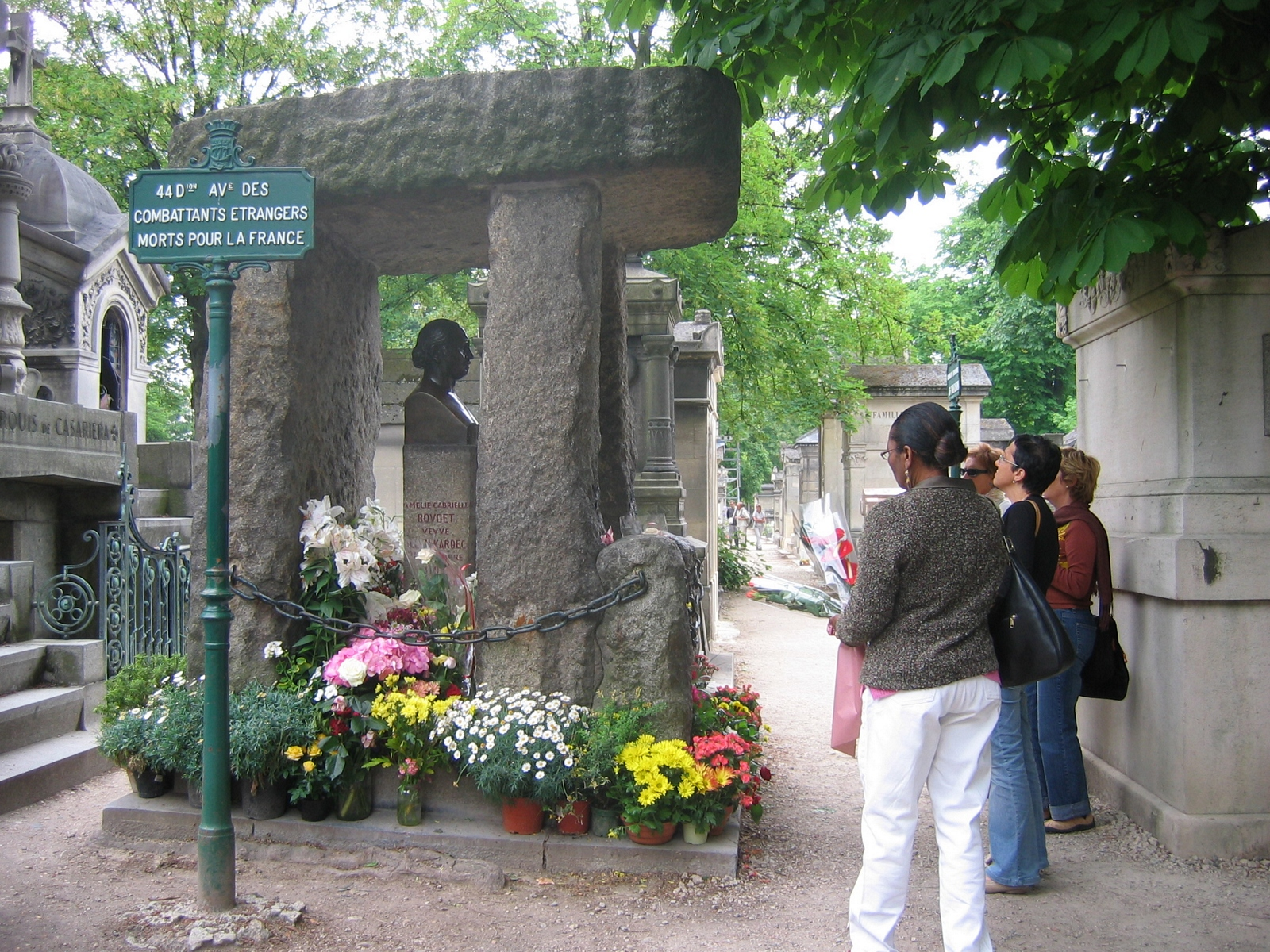
مقبره آلن کاردک در گورستان پر-لاشز فرانسه

آلن کاردک در ۳۱ مارس ۱۸۶۹ (در سن ۶۴ سالگی) بر اثر بیماری آنوریسم (اتساع عروق) از دنیا رفت و در گورستان پر-لاشز به خاک سپرده شد. در مراسم دفن آلن کاردک متنی توسط کامیل فلاماریون نویسنده و اسپریتیست شهیر فرانسوی ارائه شد.

## تالیفات
- کتاب ارواح
- كتاب ارتباط با ارواح / مدیوم‌ها
- انجیل بنابر اسپریتیسم
- بهشت و جهنم
- تکوین